# Hohes Haus (Berlin)

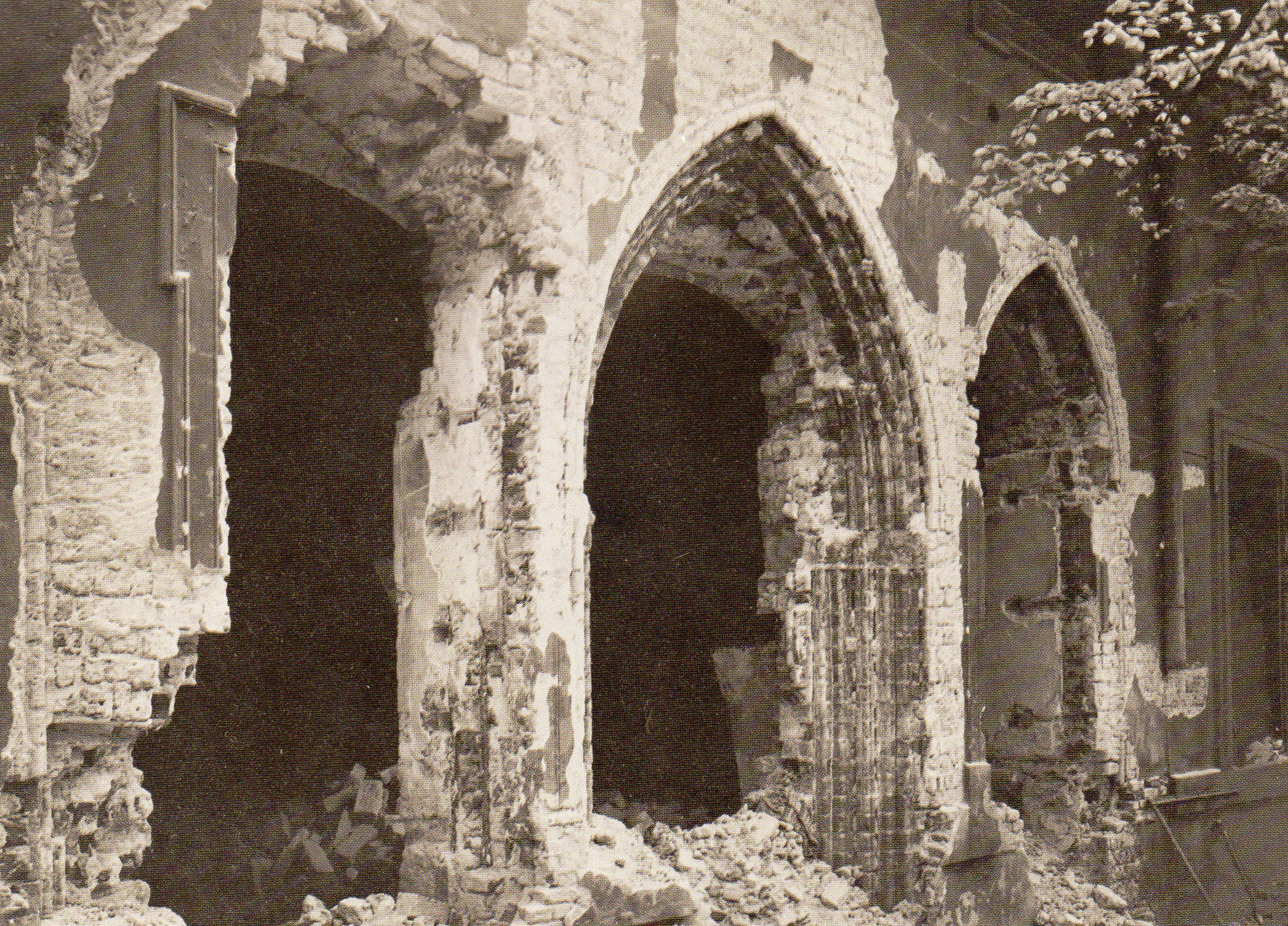
Entdeckung und Abbruch des Hohen Hauses in der Klosterstraße im Mai 1931

Das Hohe Haus in Alt-Berlin war die erste Residenz der brandenburgischen Markgrafen in Berlin.

## Geschichte
Von Ende des 13. Jahrhunderts bis zur Mitte des 15. Jahrhunderts – der Fertigstellung der Burg am köllnischen Spreeufer (1451), dem späteren Berliner Schloss – war das Hohe Haus die Berliner Residenz der brandenburgischen Markgrafen und Kurfürsten bei ihrer zeitüblichen Reiseherrschaft.

### Vorgeschichte
In der Zeit der Mark Brandenburg unter den Askaniern spielte Berlin-Kölln noch keine bedeutende Rolle. Im 12. Jahrhundert lag der Schwerpunkt der Landesherrschaft auf den prosperierenden und einträglichen Handelsorten an der Elbe oder westlich von ihr, Tangermünde, Osterburg, Salzwedel, Havelberg, Arneburg und Werben. Im Osten des Landes war nur die seit dem 8. Jahrhundert bestehende Brandenburg an der Havel Anlaufstelle, nach 1157 wurde die Burg Spandau zur östlichsten Landesburg. Unter deren Schutz entwickelten sich die beiden Ende des 12. Jahrhunderts gegründeten Siedlungen an der Spree (Alt-Berlin mit seinem Pendant Alt-Kölln) im 13. Jahrhundert zum Fernhandelsplatz (siehe: Geschichte Berlins).

### Bau und Nutzung des Hohen Hauses
Der gewachsenen Bedeutung des Ortes entsprechend, ließen die Markgrafen – seit Beginn des 13. Jahrhunderts auch Kurfürsten – in der zweiten Hälfte des 13. Jahrhunderts eine markgräfliche Stadtresidenz erbauen, die um 1315 fertiggestellt war. Das Hohe Haus galt lange Zeit als „das einzige größere Haus“ in Berlin, wovon es seinen Namen trug, und – neben den Kirchen und der Stadtmauer – wohl auch einer der wenigen massiven Ziegelsteinbauten unter lauter Holz- und Fachwerkhäusern. Es wurde in der Nähe der nördlichen mittelalterlichen Berliner Stadtmauer südöstlich des Oderberger Tors erbaut und trat bereits 1261 als Aula Berlin (später „Alter Hof“) urkundlich in Erscheinung.
Das Hohe Haus war ein Rechteck, das an der Straße 19,70 m breit und 17,50 m tief war; das 5,32 m hohe, flache, dreischiffige Erdgeschoss erhob sich auf einem Sockel und darüber lag ein 5,15 m hohes Obergeschoss. Die Spitzbogenarkaden trennten die Seitenschiffe vom Mittelschiff. Der Zugang zum Untergeschoss erfolgte über eine kleine Wageneinfahrt, der Haupteingang zum Obergeschoss über eine Holztreppe. Hinter dem Hohen Haus lag der Garten.
Doch blieb es nur eine unter vielen Anlaufstellen der reisenden Markgrafen. Noch Kaiser Karl IV., der die Mark Brandenburg den Wittelsbachern abgekauft und 1373 seinen zwölfjährigen Sohn Wenzel zum brandenburgischen Kurfürsten ernannt hatte, residierte – ebenso wie sein Sohn – bei seinen seltenen Aufenthalten im Lande meist auf der Burg Tangermünde. Er plante sogar, Tangermünde anstelle von Brandenburg an der Havel zur offiziellen Landesresidenz auszubauen, da der Ort über die Elbe von seiner Residenz Prag aus bequem per Schiff erreichbar war.
Der erste, 1415 nach Brandenburg gekommene Hohenzoller, Burggraf Friedrich von Nürnberg, residierte ebenfalls noch überwiegend auf der Burg Tangermünde, die seinen fränkischen Territorien näher lag und eine gute Anbindung bot. Sein Sohn, Kurfürst Friedrich II. „Eisenzahn“ (1413–1471, Kurfürst 1440–1470), hielt sich öfter, aber nicht ausschließlich in Berlin auf. Der gegen Landadel und Städte streng auftretende Kurfürst ließ am Cöllnischen Ufer der Spreeinsel 1443–1451 eine Burg Zwing-Cölln errichten, von der aus die auf der Spreeinsel kreuzenden Handelswege, Schifffahrt wie auch Landwege über die Lange Brücke und die Mühlendammbrücke, kontrolliert werden sollten. Als Berliner Schloss wurde diese Burg zur Residenz der Hohenzollern bis 1918. Das Hohe Haus vergab Friedrich II. Eisenzahn daraufhin als Burglehn. Im Jahr 1451 verlieh er seinem Geheimen Rat Ritter Jürg von Waldenfels, 1471 dem Geheimen Rat Ritter Nickel von Pfuel, Befehlshaber im kurfürstlichen Heer, neben dem Lehen Angermünde auch das Burglehen zu Berlin, mit der Verpflichtung, den Kurfürsten bei Gefahr zu verteidigen und bei seiner Abwesenheit auch das neu erbaute Stadtschloss zu verwalten.
Anfang des 17. Jahrhunderts war das Hohe Haus baufällig geworden und wurde durch einen Neubau überformt. Der Nachfolgebau diente als Gouverneurssitz, als Waisenhaus, ab 1705 als Ritterakademie, ab 1713 als Wollelager und später als Wollfabrik, genannt das Lagerhaus. Er wurde 1931 abgerissen, wodurch Reste des gotischen Gebäudes freigelegt wurden. Ein Torbogen befindet sich heute im Märkischen Museum.